# Triple-alfaproces

Schematisch overzicht van het triple-alfaproces

Het triple-alfaproces is een reeks nucleaire fusiereacties waarbij drie helium-4-kernen (ook wel alfadeeltjes genoemd) worden omgezet in een koolstof-12-kern. Het proces werd in de jaren 50 van de 20e eeuw voorgesteld door Fred Hoyle en later beschreven door Hoyle, William Fowler, Ward Whaling, en Edwin Salpeter.

## Beschrijving van het proces
Oudere sterren bevatten in hun kern grote hoeveelheden helium als restproduct van de proton-protoncyclus en de CNO-cyclus. Reacties van deze heliumkernen met waterstof- of andere heliumkernen leiden respectievelijk tot lithium-5 en beryllium-8, die echter beide onstabiel zijn en snel weer vervallen. Wanneer echter de waterstof in de kern volledig is opgebruikt trekt de kern samen, waardoor de temperatuur stijgt tot circa 100 × 106 K (8,6 keV). De productie van beryllium-8 versnelt dan zodanig dat het verval van dit nuclide naar helium-4 wordt gecompenseerd, zodat er steeds beryllium-8-kernen voorradig zijn om te fuseren met een helium-4-kern tot een stabiele koolstof-12-kern:
{\displaystyle {\ce {^4_2He + ^4_2He + 93,7keV -> ^8_4Be}}}
{\displaystyle {\ce {^8_4Be + ^4_2He -> ^{12}_6C + 2\gamma + 7,367MeV}}}
De netto-energie van deze fusiereeks bedraagt 7,275 MeV. De eerste reactie is endotherm (vereist energie), de tweede is exotherm (produceert energie). Het triple-alfaproces is, gezien het snelle verval van beryllium-8, een uitzonderlijk proces. Dit verklaart waardoor er geen koolstof werd geproduceerd tijdens de oerknal. Na slechts enkele minuten was de temperatuur van het prille heelal gezakt onder het niveau dat het triple-alfaproces vereist.
Als bijkomende reactie kan een hoeveelheid koolstof-12-kernen verder fuseren met helium-4-kernen tot stabiele zuurstof-16-kernen:
{\displaystyle {\ce {^{12}_6C + ^4_2He -> ^{16}_8O + 7,162MeV}}}
Ook deze reactie is exotherm.

## Belang in de sterevolutie
De efficiëntie van het triple-alfaproces is (zoals alle fusiereacties in sterren) afhankelijk van de temperatuur en dichtheid van het stermateriaal, maar in dit geval is de temperatuursafhankelijkheid extreem: de energieproductie is evenredig met de 40e macht van de temperatuur, en met het kwadraat van de dichtheid. Ter vergelijking: de energieproductie van de proton-protoncyclus, de belangrijkste fusiereeks die waterstof omzet in helium, is slechts evenredig met de vierde macht van de temperatuur en met de eerste macht van de dichtheid.
De sterke temperatuursafhankelijkheid heeft consequenties voor het latere stadium in de sterevolutie, met name dat van de rode reus.
Voor sterren met een niet al te grote massa is de druk van het ontstane helium in de kern vrijwel onafhankelijk van de temperatuur. Het gevolg hiervan is dat wanneer een dergelijke ster het triple-alfaproces start, de kern niet expandeert noch afkoelt. De temperatuur kan enkel toenemen, hetgeen tot gevolg heeft dat de snelheid van de kernreacties exponentieel toeneemt. Dit intense proces staat bekend als de heliumflits: zo wordt in de laatste seconden van dit stadium 60 tot 80% van alle helium in de kern omgezet.
Sterren met een grotere massa bezitten een koolstofkern, waarrond zich een laag van helium bevindt. Het fuseren van helium zorgt voor een toename in thermische druk, waardoor de ster expandeert. De expansie koelt echter de heliumlaag opnieuw af, waardoor de ster opnieuw krimpt. Dit cyclische proces maakt de ster echter zeer instabiel, hetgeen resulteert in het wegblazen van materie uit de buitenste lagen van de ster.